# Ainley Peak
Der Ainley Peak ist ein markanter Berggipfel auf der antarktischen Ross-Insel. Er ragt 1240 m hoch 5 km südwestlich des Post Office Hill im Osten der Insel auf.
Benannt ist der Berg nach dem US-amerikanischen Ornithologen David George Ainley (* 1946), der in sechs Kampagnen von 1969 bis 1984 Pinguin- und Raubmöwenpopulationen am Kap Crozier und am McMurdo-Sund studierte.